# Ingen mans land
Ingen mans land är en roman av Jan Guillou som gavs ut 1992. Det är den sjunde romanen i serien om den svenska underrättelseofficeren Carl Hamilton.

## Handling
Några skrupelfria individer utnyttjar kaoset i det alltmer sönderfallande Sovjetunionen för att smuggla ut kärnvapen genom Finland i syfte att sälja dem på den svarta marknaden. Den militära insatsen för att stoppa smugglingen ute på den ryska tundran går till Carl Hamilton och hans svenska kollegor.

## Tema
Berättelsen handlar om ett av det tidiga 1990-talets obehagligaste scenarion - när Sovjetunionen gick under i politiskt och ekonomiskt kaos fanns det bara tre saker att tjäna pengar på; turism, rysk kaviar och kärnvapenstridsspetsar. Till detta problem hörde en absurd valutarelation, där den ryska rubeln var så lite värd att de ryska officerare som skötte kärnvapnen kunde ha 5 dollar i månadslön, medan en utsmugglad stridsspets skulle kunna vara värd 500 miljoner dollar. Inför ett sådant smuggelhot blir inget politiskt pris för stort och ingen mänsklig grymhet för otänkbar. Det är inte de politiska beslutsfattarna som tvingas ta de praktiska konsekvenserna av denna slutsats, utan de militärer som i hela världens intresse måste uppträda på ett sätt som rent praktiskt gör dem jämförbara med SS.

## Synopsis
Under bilfärd ner mot Skåne, där de ska besöka Hamiltons gamle mentor DG, förhör hans fästmö Tessie honom om händelserna på Sicilien. Han lovar henne att hans killing business är över, eftersom han förmodligen bara komma arbeta med stabsfunktioner i fortsättningen. OP5 använder honom som sin presstalesman, och han får agera expertkommentator i radio och tv angående Sovjetunionens sönderfall.
I Murmansk försöker kommendörkapten Aleksej Mordavin, vapenofficer på den kärnvapenbestyckade ubåten Alexander Nevskij, precis som alla andra anpassa sig till den nya kapitalistiska ordningen. I kaoset får han en ny kommendering som chef över omlastningen av insamlade, osorterade kärnvapenspetsar som fraktas in från det sönderfallande Sovjetunionens alla hörn för att lastas undan i den ännu sammanhållna Sovjetarméns bergrum vid flottbasen Zapadnaja Litsa. Det en kapplöpning mot tiden och den politiska utvecklingen för att få kontroll över så mycket av den utspridda kärnvapenarsenalen som möjligt. Hans unge brorson Kolja framför ett affärsförslag - att assistera i stölden av landbaserade stridsspetsar i syfte att få dem sålda till arabvärlden, som vill köpa sig en försäkring mot nästa amerikanska anfall. När den hederlige Aleksej hotar med att gå till myndigheterna påstår Kolja att det bara kommer att få honom skjuten, och påstår att hela Aleksejs nya jobb med kärnvapensorteringen är skapat just för denna operation. Betalningen är 100 000 dollar, men Kolja använder inte bara detta som övertygelse utan påpekar också att affären skulle rädda några hundratusen människoliv, eftersom arabvärlden skulle få nog med terrorbalans för att avstyra amerikanska krig, och därmed skulle kärnvapnen fungera på samma fredsbevarande sätt som de gjort under kalla kriget.
I Finland har president Koivisto samtidigt fått ett meddelande från Sovjetunionens president, Michail Gorbatjov, om att det inom några månader - troligtvis december - kommer göras ett försök att smuggla ut stulna kärnvapen genom Finland för försäljning på den svarta marknaden. Gorbatjov vill att finsk personal går in på sovjetiskt territorium och oskadliggör smugglarna. Eftersom ledarna för smuggeloperationen rör sig i höga kretsar vågar Gorbatjov inte vända sig till KGB och sedvanliga ryska organ för att utföra operationen. Att i hemlighet bjuda in utländsk militär till sitt eget territorium är ett betydligt bättre alternativ än att stulna kärnvapen lyckas lämna sovjetiskt territorium. Insatsstyrkan måste alltså penetrera ryska gränsen, där de ska slå ut smugglarna och märka upp bomblasten med en radiofyr och sedan dra sig tillbaka.
Finnarna planerar att sätta ihop en blandad styrka av säkerhetspoliser och jägarsoldater för uppdraget, men de tvekar till om operationen kan utföras då Gorbatjov avsatts och ersatts med Boris Jeltsin vilket innebär att inte längre har något tydligt godkännande att genomföra det hela på ryskt, alltså inte längre sovjetiskt, territorium. Samtidigt vänder sig amerikanska CIA till Samuel Ulfsson, chefen för OP5 i Stockholm, och berättar om smugglingsoperationen. Det har redan från början varit CIA som fått fram uppgifterna och föreslagit för Gorbatjov att använda sig av sina grannar, och CIA ber nu svenskarna att sätta ihop en back up-styrka ifall finnarna skulle få förhinder. CIA:s förfrågan är brutal: "se till att det inte blir några vittnen och förstöra alla mänskliga vävnadsrester".
Hamilton får nu i uppgift att rent teoretiskt planera operationen. Fältoperatörerna från OP5 har kompetensen, och Fallskärmsjägarskolan skulle kunna få fram ytterligare tio man som uppfyller kraven. Med ett vanligt Herculesplan ska de flyga in lågt över den finsk-svenska gränsen, med en av amerikanernas dataprogrammerade, förutbestämda inflygningsrutter för kryssningsmissiler, för att sedan gå upp på tillräcklig höjd för urlastning med fallskärm nära den finsk-ryska och låta planet vända om innan finskt jaktflyg anländer. Därifrån kan fallskärmarna med rätt vind glida in hela vägen över ryska gränsen. Därmed meddelar de CIA att de kan utföra uppdraget, om finnarna skulle backa ur, med förutsättning att de får låna viss amerikansk utrustning som satellitkartor och vinteroveraller för sextio graders kyla. Operationen får namnet Dragon Fire. Åke Stålhandske skickas till norra Finland för att börja rekognoscera gränsområdet och Luigi Bertoni-Svensson skickas till Kalifornien för att införskaffa utrustning.
Efter att ha vunnit riksdagsvalet beslutar den nya borgerliga regeringen att befordra Hamilton till kommendör och officiellt biträdande chef för OP5. Den nya moderate statsministern utser honom också till medlem i sitt särskilda säkerhetsråd. Han passar även på att resa till Paris med Tessie, där de gifter sig med den svenska ambassadören som vigselförrättare, och de flyttar till slottet Stenhamra ute i Ekerö.
När det gäller Operation Dragon Fire skickas Hamilton till Moskva för att upprätta en politisk kanal, och får via chefen för den ryska underrättelsetjänsten en privat audiens med Gorbatjov som godkänner att svenskarna utför operationen. Den finske presidenten överlämnar gärna uppdraget till Sverige, eftersom han är tveksam till utförandet, och den svenska regeringen ger klartecken till OP5.
I Murmansk träffar Kolja Mordavin sin amerikanske chef Mike Hawkins, som utnämnt honom till biträdande expeditionsledare för smugglingen som ska genomföras med två slädar. Expeditionen ger sig av, släpande på slädarna genom snöstorm på den ryska tundran. Under tiden mördas Aleksjej genom förgiftning.
Under ledning av Hamilton och Stålhandske inleds operationen som planerat. De lokaliserar smuggelexpeditionen och infångar den, totalt tolv personer. De är ryssar, finnar och en amerikan. En av de finska smugglarna springer iväg och Stålhandske jagar efter på skidor. När han hinner ikapp klarar han inte av att döda den chanslöse finnen, utan låter honom undslippa mot löftet att aldrig berätta vad som hänt. Han hoppar ner i en isvak för att få en ursäkt till Hamilton om varför han inte fått med sig någon död kropp. De kvarvarande elva smugglarna avrättas av Hamilton och fallskärmsjägarna, och Hamilton och Stålhandske sköter sedan ensamma förintelsen av kropparna.
De tar sig tillbaka över gränsen, och enligt avtal ska inget någonsin komma ut om händelsen. Men finnen som Stålhandske låtit undkomma berättar för sin flickvän, som berättar för sin syster, som berättar för en journalist.
För sin insats tilldelas Hamilton och de övriga fallskärmsjägarna Sankt Georgsorden.
I Haparanda utförs senare ett egendomligt rån. En långtradarförare har blivit förgiftad, och i hans last av hjortron från Murmansk har det försvunnit ett föremål på tre meter, uppenbarligen värt att mörda för.

## Rollfigurer
Carl Hamilton - underrättelseofficer
Åke Stålhandske - underrättelseofficer
Luigi Bertoni-Svensson - underrättelseofficer
Göran Karlsson - underrättelseofficer
DG - pensionerad spionchef
Samuel Ulfsson - chef för OP5
Aleksej Mordavin - rysk ubåtsofficer
Kolja Mordavin - Aleksjeks brorson
Mike Hawkins - Koljas amerikanske chef 
Mauno Koivisto - Finlands president
Michail Gorbatjov - Sovjetunionens president
Texas Slim - CIA:s stationschef i Stockholm
Tessie O'Connor - amerikansk advokat

## Film och tv-serie
Boken filmatiserades tillsammans med uppföljaren Den enda segern som filmen Hamilton (1998), med Peter Stormare i rollen som Hamilton, och gick i förlängd version även som tv-serie på TV4. Det är dock bara de sista kapitlen i denna bok som använts för filmatiseringen. En skillnad i handlingen, som fokuserar mycket mer på actionfilm än politik, är att fallskärmsjägarna blir jagade av rysk militär på väg tillbaka mot gränsen, och måste skjuta sig ut.

## Kuriosa
I sin memoar På jakt efter historien : spioner, reportage, riddare och häxor (2003) anger Jan Guillou denna roman som sin personliga favorit i Hamilton-serien.